# Фунес (Белуно)
Фунес (итал. Funes) је насеље у Италији у округу Белуно, региону Венето.
Према процени из 2011. у насељу је живело 93 становника. Насеље се налази на надморској висини од 783 м.